# 三省 (臺灣)
三省 ，是臺灣彰化縣埔鹽鄉的一個傳統地域名稱，位於該鄉西南部。相較於今日行政區，其範圍大致與三省村相近。

## 歷史
台灣清治末期至日治初期，三省地區為一街庄，稱為「三省庄」，隸屬於馬芝堡。該庄東北與南勢埔庄為鄰，東邊一小段與頂藔庄為界，東南與大突庄為鄰，南邊為田中央庄，西邊及西北邊為浸水庄。
1901年（日治明治三十四年）11月，該庄隸屬於彰化廳。1909年（明治四十二年）10月，改隸屬於臺中廳。1920年（大正九年），該庄改制為「三省」大字，隸屬於臺中州員林郡埔鹽庄。
戰後埔鹽庄改制為埔鹽鄉，隸屬於彰化縣，大字亦改制為村。

## 交通
縣道135甲線（番金路、河東路）是埔鹽盧厝至溪湖鹿島橋的道路，大致以北北西—南南東走向蜿蜒經過三省地區西南部，往北可前往牛埔厝東北部邊界處與縣道135號交會，往南可前往溪湖市區南邊的新厝巷與省道台19線交會。